# Serge Laget
Serge Laget (* 13. Februar 1959 in Oloron-Sainte-Marie; † 23. Januar 2023 in Carpentras) war ein französischer Spieleautor.

## Leben und Werk
Sein erstes Spiel entwickelte Laget bereits in den 1980ern in Zusammenarbeit mit Alain Munoz: Le Gang des Traction-Avant, ein Krimibrettspiel um die gleichnamige Bankräuberbande, wurde erstmals 1984 bei International Team veröffentlicht, 1989 wurde das Spiel von Schmidt Spiele neu aufgelegt. Erst 1995 erschien mit dem Deduktionsspiel Das Geheimnis der Abtei ein zweites Spiel des Autors, zugleich auch das erste von mehreren Spielen, die er gemeinsam mit Spieleautor Bruno Faidutti entwickelt hat. Seit 2005 arbeitet Laget auch mit Bruno Cathala zusammen, die beiden Autoren zeichnen unter anderem für die mehrfach ausgezeichneten Brettspiele Schatten über Camelot (2005, Days of Wonder) und Flinke Feger (2007, Pro Ludo) verantwortlich.
Er lebte in der Nähe von Avignon und war im Brotberuf pädagogischer Berater.
Im Januar 2023 verstarb er nach schwerer Krankheit.

## Ludografie (Auswahl)
- 1984: Le Gang des Traction-Avant (International Team, 1989 Neuauflage bei Schmidt Spiele), mit Alain Munoz
- 1996: Das Geheimnis der Abtei (Pro Ludo), mit Bruno Faidutti
- 2000: Castel (Eurogames), mit Bruno Faidutti
- 2003: Mare Nostrum (Eurogames)
- 2005: Schatten über Camelot (Days of Wonder), mit Bruno Cathala
- 2006: Flinke Feger (Pro Ludo), mit Bruno Cathala
- 2008: Kheops (Tilsit), mit Bruno Faidutti
- 2008: Senji (Asmodee), mit Bruno Cathala
- 2009: Ad Astra (Heidelberger Spieleverlag), mit Bruno Faidutti
- 2010: Mystery Express (Days of Wonder), mit Antoine Bauza
- 2011: Mundus Novus (Asmodee), mit Bruno Cathala
- 2011: Cargo Noir (Days of Wonder)
- 2012: Shadows over Camelot – Das Kartenspiel (Days of Wonder), mit Bruno Cathala

## Auszeichnungen
- Spiel des Jahres
  - Schatten über Camelot: Sonderpreis „Fantastisches Spiel“ 2006
  - Flinke Feger: Empfehlungsliste 2008
- Deutscher Spiele Preis
  - Mare Nostrum: 7. Platz 2003
  - Schatten über Camelot: 7. Platz 2005
- Spiel der Spiele
  - Schatten über Camelot: Spiele Hit für Experten 2005
- Gamers Choice Awards
  - Mare Nostrum: Multiplayer – Nominees 2003
  - Schatten über Camelot: Multiplayer – Nominees 2005
- As d’Or
  - Flinke Feger: Jeu de l’Année 2007
- Japan Boardgame Prize
  - Schatten über Camelot: 1. Platz Best Advanced Game 2005

## Belege
1. ↑  LAGET Serge Charles Jean. In: deces.matchid.io. Abgerufen am 21. Februar 2023 (französisch).
2. ↑  Biographies des auteurs de jeux: Serge Laget, Centre National du Jeu (französisch), abgerufen am 20. Oktober 2014.
3. ↑  Spieleautor Serge Laget stirbt nach schwerer Krankheit, Brettspiel News, abgerufen am 31. Januar 2023.

| Personendaten    | Personendaten             |
| ---------------- | ------------------------- |
| NAME             | Laget, Serge              |
| KURZBESCHREIBUNG | französischer Spieleautor |
| GEBURTSDATUM     | 13. Februar 1959          |
| GEBURTSORT       | Oloron-Sainte-Marie       |
| STERBEDATUM      | 23. Januar 2023           |
| STERBEORT        | Carpentras                |